# LS엠트론
LS엠트론은 LS그룹의 산업기계(트랙터, 사출 성형기, 특수 궤도) 및 첨단부품(커넥터/안테나, 울트라캐패시터) 전문 기업이다.
LS엠트론은 농기계중 트랙터를 주로 판매하며 이양기와 콤바인은 수입이 대부분이다.